# Un homme incroyablement calme
Pour plus de détails, voir Fiche technique et Distribution.

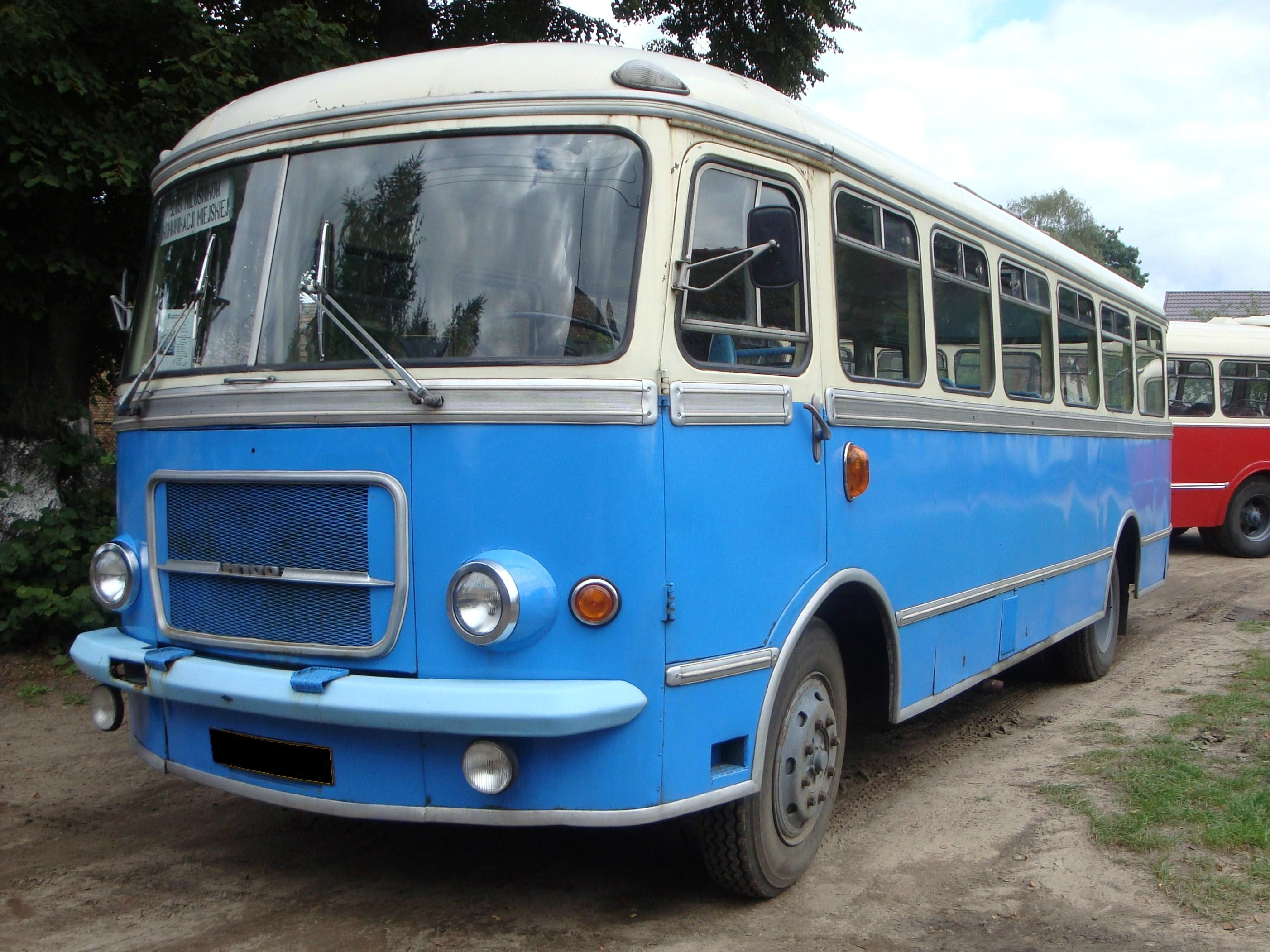
Un San H100A, type de l'autocar que Stanisław Włodek a détourné dans le film.

Niespotykanie spokojny człowiek (Un homme incroyablement calme) est un film polonais de Stanisław Bareja sorti en salles le 24 décembre 1975.

## Synopsis
Stanisław Włodek un paysan originaire des confins de la Pologne s'est installé après la Seconde guerre mondiale en territoires reconquis où il a fondé sa ferme. Des années plus tard il se bat désespérément pour empêcher son fils Tadeusz de quitter la campagne et pour lui céder sa ferme. Or Tadeusz effectuant son service militaire en ville est tombé amoureux d'une ouvrière travaillant dans une usine textile et projette de se marier. Stanisław décide d'empêcher le mariage, mais après une suite de malentendus la situation s'explique, les jeunes se marient et Stanisław invite aux noces les passagers de l'autocar qu'il a lui-même détourné.

## Fiche technique
- Titre original : Niespotykanie spokojny człowiek
- Réalisation : Stanisław Bareja
- Scénario : Andrzej Mularczyk
- Musique : Waldemar Kazanecki
- Photographie : Andrzej Ramlau
- Montage : Alina Faflik
- Décors : Ryszard Potocki, Adam Kopczyński
- Costumes: Danuta Kowner
- Société de production : Zespół Filmowy „Pryzmat”
- Pays d'origine :  Pologne
- Langues originales : polonais
- Genre : Comédie
- Format : couleur  - son mono
- Durée : 56 minutes
- Dates de sortie : 24 décembre 1975

## Distribution
- Janusz Kłosiński – Stanisław Włodek
- Ryszarda Hanin – Aniela Włodek, la femme de Stanisław
- Marek Frąckowiak – Tadeusz Włodek, le fils d' Aniela et Stanisław
- Janina Sokołowska – Urszula, la fiancée de Tadeusz
- Małgorzata Potocka – Helenka
- Jerzy Cnota – Mietek
- Zofia Wilczyńska  – l'employée du foyer des ouvriers
- Jerzy Turek – le chauffeur de camion
- Eugeniusz Wałaszek – un invité au mariage
- Stanisław Tym – le capitaine Tadeusz Zwoźniak, commandant de Tadeusz
- Ludwik Benoit – le gardien de l'usine
- Jerzy Krasuń – le soldat Roman